# Muž s modrým Gordini
Muž s modrým Gordini (v originále L'Homme à la Gordini) je francouzský animovaný krátký film z roku 2009, který režíroval Jean-Christophe Lie podle vlastního scénáře. Snímek měl světovou premiéru na filmovém festivalu v Cannes dne 23. května 2009.

## Děj
Film se odehrává ve fantazijním světě inspirovaném sedmdesátými léty, na imaginárním předměstí. V tomto světě nikdo nenosí spodní prádlo, pouze oranžové svršky. Pan R a jeho manželka se staví proti této totalitní nadvládě oranžové a připravují oděvní revoluci. V jejich povstání jim na pomoc přichází maskovaný muž v modrém jezdící v modrém R8 Gordini.

## Dabing postav
| Marion Ducamp    | paní R                       |
| Patrick Hauthier | pan R                        |
| Sophie Fougère   | správcová / komisařka        |
| Daniel Crumb     | policista / strážný / soused |
| Joël Pyrene      | policista / strážný / soused |

## Ocenění
- César: nominace na nejlepší animovaný film (Jean-Christophe Lie)
- Festival City of Lights, City of Angels v Los Angeles: cena za nejlepší krátký animovaný film
- Festival Lutins du court métrage: nejlepší zvuk